# Giuseppe Malaspina
Giuseppe Malaspina (Genova, 28 maggio 1910 – 28 marzo 1982) è stato un marciatore e allenatore di atletica leggera italiano.

## Biografia
Nel 1930 all'età di vent'anni venne chiamato a prestare il servizio militare di leva nelle file del Battaglione San Marco di stanza a Zara ed è proprio in questo periodo che per diletto iniziò ad appassionarsi alla marcia tanto che l'anno successivo ottenne la sua prima vittoria durante il campionato delle Forze Armate Italiane.
Nel 1932 partecipò a parecchie gare allenato da un certo Andreotti, originario di La Spezia, il quale credette nelle sue potenzialità tanto da incoraggiarlo a continuare in questa disciplina. L'anno successivo per Giuseppe Malaspina conseguì molte vittorie nella categoria allievi.
Nel 1934, surclassando il passaggio alla seconda categoria, fu ammesso direttamente alla prima categoria, avvenimento molto importante poiché il passaggio da una categoria all'altra avveniva esclusivamente per merito. È proprio in quest'anno che il Malaspina assaporò le prime soddisfazioni in campo nazionale, pur non avendo conseguito vittorie eclatanti. Da segnalare un buon quarto posto nel campionato italiano di marcia 50 km.
Nonostante il richiamo alle armi, nel 1935 partecipa al primo campionato italiano 25 km a Milano mentre l'anno dopo, pur essendo ancora sotto le armi, ricevette dei permessi per poter partecipare ad alcune gare nelle quali però non ebbe piazzamenti significativi.
Il 1937 fu un anno ricco di buoni piazzamenti e meritevoli vittorie tra le quali si può annoverare un buon 2º posto nel campionato italiano di fondo. Anche il 1938 fu una stagione piena di soddisfazioni e vittorie: si piazzò al primo posto vincendo la Coppa Acquisti, che era compresa nel Giro di Roma, e si laureò campione italiano di marcia a squadre nella 30 km col tempo di 3h17'30"0; vinse inoltre il campionato italiano di fondo.
Nel 1939 partecipò all'incontro a squadre contro la Germania ma la gara non ebbe buon esito; in seguito vinse il campionato italiano a squadre e la 30 km del campionato italiano di fondo Milano-Corbetta stabilendo il tempo record di 2h26'6". Nel 1940 fu selezionato per far parte della Nazionale italiana che avrebbe dovuto partecipare alle Olimpiadi di Tokyo, manifestazione che non si svolse a causa della seconda guerra mondiale. Nello stesso anno Malaspina vinse nuovamente il campionato italiano di fondo.
Anno proficuo fu il 1941 nel quale ottenne dei buoni piazzamenti classificandosi sia al primo che al secondo posto, da notare le vittorie del campionato italiano a squadre ed il conseguimento dei titoli di campione italiano della 50 km di marcia individuale a Milano col tempo di 4h42'41"6 e di campione italiano della 25 km di marcia individuale in 2h08'07"0. Si aggiudicò inoltre il campionato italiano di fondo e si classificò al secondo posto della graduatoria mondiale sulla distanza nella 50 km Padova – Monselice / Monselice – Padova con un tempo di 4h30'.
Nel corso dell'anno 1942 conseguì molte vittorie ma le più rappresentative furono il campionato italiano a squadre, il campionato italiano della 25 km su pista, col miglior tempo di 2h31'05"2/5 e il campionato italiano di fondo. Il 1943 fu un anno ricco di risultati eccellenti replicando le vittorie dell'anno precedente con le partecipazioni al campionato italiano della 25 km su pista, al campionato italiano a squadre ed al campionato italiano di fondo.
A causa degli eventi bellici nel corso del 1944 partecipò solo a gare regionali; l'anno seguente dovette fermare la sua attività agonistica avendo riportato una ferita al piede e alla caviglia destra, in seguito a scontri bellici. Alla fine del conflitto mondiale, nonostante le ferite riportate l'anno prima, riprese la sua attività agonistica vincendo numerose gare. Il 1948 gli diede finalmente la gioia di partecipare alla gara preolimpica, valida per le qualificazioni alle Olimpiadi di Londra, dove si classificò al terzo posto; per ragioni di età, al tempo aveva trentotto anni, furono scelti due atleti più giovani e la speranza di partecipare ai Giochi olimpici svanì.
Nel corso dell'anno seguente partecipò a molte gare nelle quali non raggiunse il podio, proprio a causa delle ferite, ma tra le tante gare eccelle la vittoria nella 25 km del giro di Como che rappresentò la fine della carriera agonistica in campo nazionale.
Malaspina fu 15 volte campione italiano e partecipò a circa 50 gare fino al 1952, anno in cui si ritirerà definitivamente dalle gare agonistiche, anche se già dal 1951 intraprese una nuova avventura sportiva diventando allenatore federale; nel corso di tale attività scopri alcuni talenti quali i fratelli Giovanni e Abdon Pamich (campione olimpico di marcia 50 km a Tokyo 1964 e bronzo a Roma 1960, nonché ex primatista del mondo dei 50 km su pista, due titoli europei e 40 titoli italiani), Antonio de Gaetano, Sergio Cignoli, Pietro Cambiaso e tanti altri atleti.
Da ricordare che il 2 giugno 1979 a Roma fu insignito dall'allora Presidente della Repubblica Sandro Pertini dell'Onorificenza di Cavaliere della Repubblica Italiana per meriti sportivi.
Giuseppe Malaspina morì a Genova il 28 marzo 1982 all'età di settantadue anni; di lui scrisse in una lettera Pierluigi Villa elogiando il suo stile e le sue tecniche che sono state esempi nei manuali della specialità praticata da Malaspina. Dall'anno 2013 si tiene a Genova, sua città natale, il Memorial Giuseppe Malaspina.

## Campionati nazionali
1935
- Oro nel campionato italiano di marcia 25 km

1938
- Oro nel campionato italiano di fondo
- Oro nel campionato italiano di marcia a squadre

1939
- Oro nel campionato italiano di fondo
- Oro nel campionato italiano di marcia a squadre

1940
- Oro nel campionato italiano di fondo

1941
- Oro nel campionato italiano di marcia 25 km
- Oro nel campionato italiano di marcia 50 km
- Oro nel campionato italiano di fondo
- Oro nel campionato italiano di marcia a squadre

1942
- Oro nel campionato italiano di fondo
- Oro nel campionato italiano di marcia a squadre

1943
- Oro nel campionato italiano di marcia 25 km
- Oro nel campionato italiano di fondo
- Oro nel campionato italiano di marcia a squadre